# Persone di nome Walter/Attori
| Questa pagina contiene informazioni ricavate automaticamente dalle voci biografiche con l'ausilio del template Bio e di un bot. L'aggiornamento è periodico e automatico e ricostruisce completamente la pagina. Se manca una persona in questa lista, sei pregato di non aggiungerla, ma accertati piuttosto che la sua voce biografica contenga il template Bio e che i dati anagrafici siano correttamente compilati. Se il template Bio manca, inseriscilo tu stesso o, in alternativa, metti l'avviso {{tmp\|Bio}} che ne segnala la mancanza. Se i dati riportati sono sbagliati, correggi direttamente la voce biografica; le modifiche saranno visibili in questa lista entro pochi giorni. Per chiarimenti vedi il progetto antroponimi. La lista contiene solo le 58 persone che sono citate nell'enciclopedia e per le quali è stato implementato correttamente il template Bio. Pagina aggiornata al 6 giu 2025. |

Questa è una lista di persone presenti nell'enciclopedia che hanno il nome Walter e sono attori.

## A(3)
- Walter Abel, attore statunitense (Saint Paul, n. 1898 - Essex, † 1987)
- Walter George Alton, attore statunitense (New York, n. 1941)
- Walter Chiari, attore, comico e cabarettista italiano (Verona, n. 1924 - Milano, † 1991)

## B(6)
- Walter Baldwin, attore statunitense (Lima, n. 1889 - Santa Monica, † 1977)
- Walter Brandi, attore e produttore cinematografico italiano (Pergola, n. 1928 - Roma, † 1996)
- Walter Brennan, attore statunitense (Lynn, n. 1894 - Oxnard, † 1974)
- Walter Brooke, attore statunitense (New York, n. 1914 - Los Angeles, † 1986)
- Walter Brugiolo, attore e cantante italiano (Galliera, n. 1961 - Bologna, † 2024)
- Walter Burke, attore statunitense (New York, n. 1908 - Los Angeles, † 1984)

## C(3)
- Walter Catlett, attore statunitense (San Francisco, n. 1889 - Los Angeles, † 1960)
- Walter Connolly, attore statunitense (Cincinnati, n. 1887 - Beverly Hills, † 1940)
- Walter Coy, attore statunitense (Great Falls, n. 1909 - Santa Maria, † 1974)

## D(4)
- Walter Da Pozzo, attore, drammaturgo e sceneggiatore italiano (Vico Equense, n. 1964 - Roma, † 2019)
- Charles Dance, attore britannico (Redditch, n. 1946)
- Walt Dohrn, attore, comico e regista statunitense (Contea di Orange, n. 1970)
- Walter Pidgeon, attore canadese (Saint John, n. 1897 - Santa Monica, † 1984)

## F(3)
- Walter Felsenstein, attore e regista teatrale austriaco (Vienna, n. 1901 - Berlino Est, † 1975)
- Walter Forde, attore, sceneggiatore e regista britannico (Lambeth, n. 1898 - Los Angeles, † 1984)
- Walter Forster, attore, autore televisivo e sceneggiatore brasiliano (Campinas, n. 1917 - † 1996)

## G(2)
- Walter Giller, attore tedesco (Recklinghausen, n. 1927 - Amburgo, † 2011)
- Walter Gotell, attore tedesco (Bonn, n. 1924 - Londra, † 1997)

## H(3)
- Walter Hampden, attore statunitense (Brooklyn, n. 1879 - Los Angeles, † 1955)
- Walter Hiers, attore statunitense (Cordele, n. 1893 - Los Angeles, † 1933)
- Walter Huston, attore canadese (Toronto, n. 1884 - Los Angeles, † 1950)

## J(2)
- Walter Janssen, attore e regista tedesco (Krefeld, n. 1887 - Monaco di Baviera, † 1976)
- Walter Emanuel Jones, attore statunitense (Detroit, n. 1970)

## K(4)
- Stacy Keach, attore statunitense (Savannah, n. 1941)
- Stacy Keach, attore statunitense (Chicago, n. 1914 - Burbank, † 2003)
- Walter Koenig, attore statunitense (Chicago, n. 1936)
- Walter Kreye, attore tedesco (Oldenburg, n. 1942)

## L(4)
- Walter Law, attore e regista statunitense (Dayton, n. 1876 - Hollywood, † 1940)
- Walter Leonardi, attore e regista italiano (Saltillo, n. 1966)
- Walter P. Lewis, attore statunitense (Albany, n. 1866 - † 1932)
- Walter Long, attore statunitense (Nashua, n. 1879 - Los Angeles, † 1952)

## M(5)
- Walter Maestosi, attore e doppiatore italiano (Roma, n. 1934 - Roma, † 2022)
- Walter Margara, attore italiano (Asti, n. 1953)
- Walter Matthau, attore statunitense (New York, n. 1920 - Santa Monica, † 2000)
- Walter McGrail, attore statunitense (Brooklyn, n. 1888 - San Francisco, † 1970)
- Walter Miller, attore statunitense (Dayton, n. 1892 - Hollywood, † 1940)

## N(2)
- Walter Nestola, attore italiano (Galatina, n. 1987)
- Walter Nudo, attore, conduttore televisivo e modello canadese (Montréal, n. 1970)

## O(1)
- Walter Olkewicz, attore statunitense (Bayonne, n. 1948 - Los Angeles, † 2021)

## R(5)
- Walter Reed, attore statunitense (Bainbridge Island, n. 1916 - Santa Cruz, † 2001)
- Walter Renneisen, attore tedesco (Magonza, n. 1940)
- Walter Richter, attore tedesco (Berlino, n. 1905 - Vienna, † 1985)
- Walter Rilla, attore e regista tedesco (Neunkirchen, n. 1894 - Rosenheim, † 1980)
- W. C. Robinson, attore statunitense (New York, n. 1873 - Maywood, † 1942)

## S(6)
- Walter Sande, attore statunitense (Denver, n. 1906 - Chicago, † 1971)
- Walter Santesso, attore e regista italiano (Padova, n. 1931 - Padova, † 2008)
- Walter Sedlmayr, attore tedesco (Monaco di Baviera, n. 1926 - Monaco di Baviera, † 1990)
- Walter Slezak, attore austriaco (Vienna, n. 1902 - Flower Hill, † 1983)
- Walter Kirk Stratton Jr., attore statunitense (Front Royal, n. 1950)
- Kohl Sudduth, attore statunitense (Granada Hills, n. 1974)

## T(1)
- Dub Taylor, attore statunitense (Richmond, n. 1907 - Los Angeles, † 1994)

## V(1)
- Walter von Allwoerden, attore tedesco (Amburgo, n. 1890 - Kreuzberg, † 1962)

## W(3)
- Bruce Willis, attore e cantante statunitense (Idar-Oberstein, n. 1955)
- Frank Wolff, attore statunitense (San Francisco, n. 1928 - Roma, † 1971)
- Walter Woolf King, attore e cantante statunitense (San Francisco, n. 1899 - Beverly Hills, † 1984)